# ایپئی کوری
ایپئی کوری (ژاپنی: 九里一平؛ زادهٔ ۱ ژانویهٔ ۱۹۴۰) یک اَنیماتور و کارگردان فیلم اهل ژاپن است.
از فیلم‌ها یا مجموعه‌های تلویزیونی که وی در آن‌ها نقش داشته‌است می‌توان به هاچ زنبور عسل، پینوکیو: سریال و کماندار نوجوان اشاره نمود.